# Городиська сотня (Лубенський полк)
Городиська (Городищенська) сотня (1648—1782 рр.) — військово-територіальна одиниця Війська Запорозького з центром у м-ку Городище. Виникла восени 1648 у складі Лубенського полку. Після його ліквідації у 1649 сотня (99 козаків) увійшла до Кропивнянського полку і перебувала в його складі до адмінреформи 1658, коли гетьман Іван Виговський відновив Лубенський полк. Від цього часу і до ліквідації в 1782 належала до Лубенського полку. У січні того ж року її адміністративна територія повністю увійшла до Лубенського повіту Київського намісництва.
Сотники: Романенко Мартин (1649), Скоробагатий Яцько (1670), Ничипоренко Трохим (1672), Сафоній [Сахно] (1678), Біленко Федір (1693), Петровський Андрій (1694—1700), Стахович Андрій (1715), Кирик Василь (1723; 1725, н.), Петровський Леонтій (1726), Кирик Василь (1731), Петровський Пилип (1741—1763), Петровський Максим Пилипович (1765—1781), Сахновський (1767, н.).
Населені пункти сотні в 1726—1730 рр.: м-ко Городище; села: Вороньки, Загреблі, Заріччя Заудайське, Крутий Берег, Мелехи, Поставмуки, Слобідка.
Населені пункти сотні в 1750-х рр.: містечко Городище; села: Вороньки, Загребелля, Крутий Берег, Лісова Слобідка, Мелехи, Поставмуки; хутір Друківський.